# Pele clara

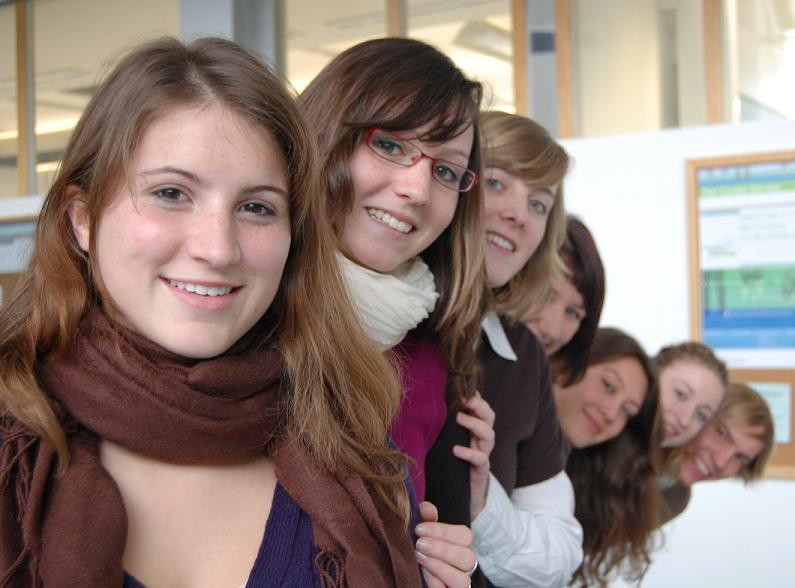
Um grupo de europeus de pele clara

Pele clara é uma ocorrência natural de cor da pele humana, que tem pouca pigmentação eumelanina e que foi adaptada a ambientes de baixa  radiação UV. A pele clara é comumente encontrada entre as populações nativas da Europa, Ásia Central e Nordeste da Ásia, pela medida por reflectância da pele. Pessoas com pigmentação da pele clara são geralmente chamadas de brancas ou claras, embora esses usos possam ser ambíguos em alguns países onde são usados para se referir especificamente a certos grupos étnicos ou populações.
Como as populações migraram dos trópicos entre 125.000 e 65.000 anos atrás para áreas de baixa radiação UV, elas desenvolveram a pigmentação da pele clara como uma seleção evolucionária agindo contra a depleção de vitamina D. Com base na análise de ADN antigo realizada em 2014 sobre os restos de esqueletos humanos da Europa Ocidental, essa mudança da pigmentação da pele escura para a clara provavelmente ocorreu apenas recentemente para alguns europeus. O pesquisador de arqueogenética  Carles Lalueza-Fox da Universidade de Pompeu Fabra, na Espanha, e seus colegas observaram que um caçador-coletor de 7.000 anos da caverna labiríntica La Braña-Arintero na Cordilheira Cantábrica ( Leão, Espanha) possuía alelo para olhos azuis, mas não as mutações europeias de pigmentação de pele mais clara.
Os humanos com pigmentação clara têm pele com baixa quantidade de eumelanina e possuem menos melanossomos do que os humanos com pigmentação escura da pele. A pele clara proporciona melhores qualidades de absorção da radiação ultravioleta. Isso ajuda o corpo a sintetizar quantidades maiores de vitamina D para processos corporais, como o desenvolvimento de cálcio. Pessoas de pele clara que vivem perto do equador com alta luz solar têm um risco aumentado de depleção de folato. Como consequência da depleção de folato, correm um risco maior de dano ao DNA, doença congênita e numerosos tipos de câncer, especialmente câncer de pele.
A distribuição de populações indígenas de pele clara é altamente correlacionada com os baixos níveis de radiação ultravioleta das regiões por eles habitadas. Historicamente, as populações indígenas de pele clara viviam quase que exclusivamente longe do equador, em áreas de alta latitude com baixa intensidade de luz solar; por exemplo, no Noroeste da Europa. Devido à migração em massa e aumento da mobilidade de pessoas entre regiões geográficas nos últimos séculos, as populações de pele clara hoje são encontradas em todo o mundo.